# Hawrylak
Hawrylak (ukr. Гавриляк) – wieś na Ukrainie w rejonie tłumackim obwodu iwanofrankiwskiego.